# Foveosculum fossifer
Foveosculum fossifer är en stekelart som först beskrevs av Morley 1919.  Foveosculum fossifer ingår i släktet Foveosculum och familjen brokparasitsteklar. Inga underarter finns listade i Catalogue of Life.